# Dirk Schröer
Dirk Schröer (* 7. Oktober 1975 in Stuttgart) ist ein deutscher Koch.

## Leben
Schröer absolvierte seine Ausbildung 1992 bis 1996 im Hotel Nassauer Hof in Wiesbaden und dort im Restaurant Die Ente von Lehel und wechselte 1997 in die Köhlerstube im Hotel Traube Tonbach in Baiersbronn. Nach dem Grundwehrdienst ging er 1998 bis 2000 erneut zur Ente von Lehel. Danach war er bis 2004 im Restaurant Tantris in München unter Hans Haas tätig. 2005 bis 2006 war er Sous-Chef bei Joachim Wissler im Drei-Sterne-Restaurant Vendôme in Bensberg.
Von 2006 bis 2013 war er Küchenchef im Caroussel im Bülow Palais in Dresden, das von Anfang an mit einem Michelin-Stern ausgezeichnet wurde. Von April 2013 bis Ende 2016 kochte Schröer in der Burg Schwarzenstein in Geisenheim. Im Frühjahr 2017 wechselte er ins Restaurant des Schloss Johannisberg.
Seit 2018 betreibt Dirk Schröer mit seiner Lebensgefährtin die Weinschänke Schloss Groenesteyn in Kiedrich. Schon im ersten Jahr erhielt das Restaurant einen Michelinstern.
Schröer kündigte an, Ende 2024 mit seiner Frau Amila Begic das Restaurant Baiken in den Weinbergen der Lage Baiken in Eltville zu übernehmen.

## Mitgliedschaften
- Relais & Châteaux
- Jeunes Restaurateurs d’Europe
- Chaîne des Rôtisseurs
- L’Art de vivre

## Auszeichnungen
- 2006, 2007, 2008: Koch des Jahres in Sachsen
- 2007, 2008: Top 50 der deutschen Köche (Busche-Verlag)
- 2019: Ein Michelinstern für die Weinschänke Schloss Groenesteyn